# Alfons Boesmans
Alfons Jean Guillaume (Fonny) Boesmans (ur. 23 lutego 1946 w Hasselt) – belgijski polityk, dziennikarz i urzędnik, od 1985 do 1989 poseł do Parlamentu Europejskiego I i II kadencji, od 1994 do 1995 senator.

## Życiorys
Pracował jako dziennikarz czasopism „Volksgazet” i „Socialistische Omroep”. Został także menedżerem i attaché prasowym ministrów Rogera De Wulfa i Freddy’ego Willockxa.
Zaangażował się w działalność Partii Socjalistycznej, należał także do jej młodzieżówki. Od 1977 do 1994 zasiadał w radzie miejskiej Temse, a od 1977 do 1985 – w radzie regionu Flandria Wschodnia. W 1984 kandydował do Parlamentu Europejskiego, mandat uzyskał 4 listopada 1985 w miejsce Karela Van Mierta. Przystąpił do Grupy Socjalistycznej, należał do Komisji ds. Instytucjonalnych i Komisji ds. Kwestii Politycznych. W latach 1994–1995 zasiadał w Senacie i z urzędu w parlamencie Wspólnoty Flamandzkiej. Od lat 90. związany z organizacją pawilonu belgijskiego na wystawach światowych Expo, został dyrektorem (Expo 92 w Sewilli), komisarzem generalnym (Expo ’98 w Lizbonie, Expo 2005 w Aichi, Expo 2008 w Saragossie) i zastępcą komisarza (Expo 2000 w Hanowerze).
Odznaczony Orderem Leopolda.